# Un món estrany
Un món estrany (originalment en anglès, Strange World) és un llargmetratge d'animació que representa la 61a pel·lícula dels estudis Disney. Està dirigida per Don Hall i preveu estrenar-se el 25 de novembre de 2022 amb doblatge en català. En la història, la família d'exploradors Clades ha de llimar les seves diferències, que amenacen de fer caure la seva darrera missió.
La pel·lícula es va anomenar inicialment Searcher Clade, però va ser rebatejada com a Un món estrany el desembre de 2021.
El tràiler es va publicar el 6 de juny de 2022, acompanyat del primer pòster.
La distribució del doblatge en català va comptar amb 31 còpies.

## Veus originals en anglès
- Jake Gyllenhaal com a Searcher Clade
- Jaboukie Young-White com a Ethan Clade
- Gabrielle Union com a Meridian Clade
- Lucy Liu com a Calisto Mal
- Dennis Quaid com a Jaeger Clade